# دنیاگیری کووید-۱۹ در مکزیک
دنیاگیری کووید-۱۹ در مکزیک بخشی از دنیاگیری بیماری کروناویروس ۲۰۱۹ در جهان است. اولین مورد تأیید شده در مکزیک در ۲۸ فوریه ۲۰۲۰ در شهر مکزیکو سیتی و لوس موچیس اعلام شد.